# G Bedtime Stories
G Bedtime Stories è un brano musicale rap di Snoop Dogg, primo singolo estratto dall'album No Limit Top Dogg.

## Tracce
1. G Bedtime Stories (Radio Version)
2. G Bedtime Stories (Instrumental)